# Pseudoparatettix
Pseudoparatettix is een geslacht van rechtvleugeligen uit de familie doornsprinkhanen (Tetrigidae). De wetenschappelijke naam van dit geslacht is voor het eerst geldig gepubliceerd in 1937 door Klaus Günther.

## Soorten
Het geslacht Pseudoparatettix omvat de volgende soorten:
- Pseudoparatettix comes Günther, 1938
- Pseudoparatettix difficilis Günther, 1935
- Pseudoparatettix illiesi Günther, 1972
- Pseudoparatettix incertus Ingrisch, 2001
- Pseudoparatettix inermis Hancock, 1913
- Pseudoparatettix lineatus Hancock, 1907
- Pseudoparatettix luridus Bolívar, 1887
- Pseudoparatettix luwuensis Günther, 1937
- Pseudoparatettix macrophthalmus Günther, 1935
- Pseudoparatettix mindoroensis Günther, 1939
- Pseudoparatettix moultoni Hancock, 1913
- Pseudoparatettix ochraceus Bolívar, 1887
- Pseudoparatettix palpatus Bey-Bienko, 1935
- Pseudoparatettix platynotus Bey-Bienko, 1935
- Pseudoparatettix similis Bolívar, 1887
- Pseudoparatettix systolus Günther, 1939